# Danza sulla mia tomba
Danza sulla mia tomba (Dance on My Grave: a life and a death in four parts, one hundred and seventeen bits, six running reports and two press clippings, with a few jokes, a puzzle or three, some footnotes and a fiasco now and then to help the story along) è un romanzo per adolescenti del 1982 dello scrittore britannico Aidan Chambers.
Viene raccontata la storia del rapporto sempre più stretto intercorrente tra due ragazzi, Henry e Berry, che trovano l'uno nell'altro il calore, la complicità, l'amicizia ed infine anche l'amore, che fino ad allora era ad entrambi mancato.

## Trama
Henry deve spiegare il suo interesse per la morte ad increduli adulti, che ripeteranno di essere fantasmi. Ripercorrerà la sua estate, le sue insicurezze, il rapporto con i genitori, passando per l'incontro fortuito con Barry, dopo un incidente in barca a vela, lasciandosi trascinare in una relazione di novità e crescita per entrambi.
Il protagonista, nonché voce narrante, Henry spiega i motivi che l'hanno portato a ballare sulla tomba di Barry, con cui egli ha avuto un'appassionata storia d'amore. 
La vicenda, che fino ad allora aveva parlato del loro incontro e relazione tenuta nascosta alle rispettive famiglie, ha una brusca interruzione quando in seguito ad un loro litigio, a Barry capita un incidente in motocicletta, che risulterà fatale. Henry dovrà così cercare di spiegare agli adulti sorpresi perché ha voluto danzare sulla tomba dell'amico all'interno del cimitero ebraico, dov'era stato sepolto, cosa per cui è stato accusato ed arrestato: ma non riesce a parlare, non può dire che è stata una promessa che aveva fatto all'amante. I pensieri gli fluttuano vorticosamente davanti e comincia a chiedersi quale potrà mai essere il proprio futuro d'ora in poi, senza il sostegno e l'aiuto di Barry.

## Storia Editoriale
In italiano è stato in un primo momento pubblicato nel 1994 da Edizioni EL sotto il titolo di Un amico per sempre tradotto da Sandro Melani. In quest'edizione, ristampata nel 1997, il protagonista si chiamava Hal. 
Successivamente dopo l'acquisizione di Edizioni EL da parte di Mondadori, la riorganizzazione dei cataloghi ha portato il romanzo ad essere ritradotto e pubblicato nel 2008 all'interno BUR - Biblioteca Universale Rizzoli  (per conto di RCS libri) con una nuova traduzione da parte di Giorgia Grilli. Segue una seconda edizione nel 2015 dopo la pubblicazione in formato Ebook del 2014.
Dopo un periodo di non pubblicazione e mancanza di stock nazionale, a seguito dell'Adattamento cinematografico del 2020, è stata ripubblicata una nuova edizione sempre tradotta da Grilli, a partire da maggio 2021, sotto la collana BUR ARGENTOvivo. Questa è edizione presenta progetto grafico e copertina uguale all'edizione 2014.

## Adattamento cinematografico
Nel 2020 il regista François Ozon ha diretto un adattamento cinematografico del romanzo, intitolato Estate '85 e ambientato in Normandia invece che nel Sud dell'Inghilterra.